# Peugeot Bipper
Il Peugeot Bipper è un veicolo commerciale leggero di piccole dimensioni prodotto da una joint-venture tra il gruppo PSA ed il gruppo Fiat, nello stabilimento turco Fiat della TOFAŞ.

## Il contesto
Il Bipper nasce da un progetto ideato dal gruppo Fiat tra il 2005 e il 2006 e approvato da Peugeot e Citroën che diede luce a tre piccoli multispazio, dal Fiat Fiorino terza serie vengono quindi ideati anche il Bipper e il Citroën Nemo. I tre multispazio vengono realizzati sul pianale Small di Fiat Group Automobiles debuttato due anni prima con la Fiat Grande Punto.
L'esigenza di questo piccolo veicolo nasce dal fatto che sia la Fiat, sia le due Case francesi del Gruppo PSA hanno visto crearsi un vuoto nella fascia bassa della loro gamma di veicoli commerciali, specialmente vista l'imminenza del lancio dei due nuovi modelli medi francesi, ossia le nuove generazioni di Berlingo e Partner, più grandi, e che quindi si allontanavano in maniera decisa dalla fascia bassa.

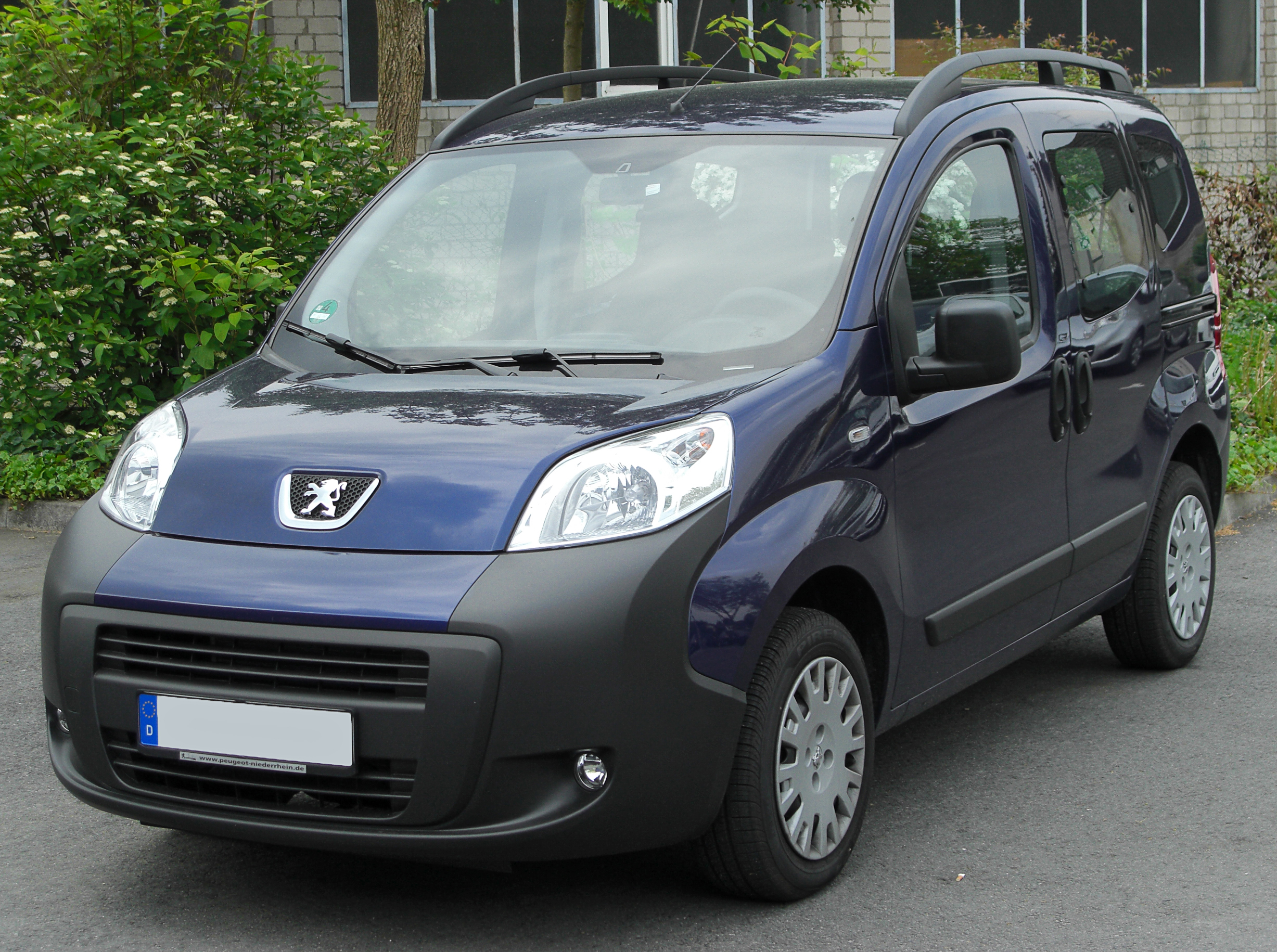
Il Peugeot Bipper in versione Tepee

Il Bipper è un furgoncino lungo 3,864 metri e con un diametro di sterzata di 9,95 metri. Esso raggiunge i 2,5 m³ di volume interno con lunghezza del vano di carico di 1,523 metri per un'altezza massima interna di 1,181 metri. La larghezza tra i passaruota è 1,046 m. Con il sedile del passeggero reclinato la capacità di carico raggiunge i 2,8 m³.
La linea non subisce variazioni rispetto alle versioni marchiate Fiat e Citroën; un design molto semplice caratterizzato da un frontale arrotondato e un vistoso paraurti frontale in rilievo, il posteriore invece presenta una fanaleria verticale di piccole dimensioni a sfondo rosso con le classiche porte apribile ad armadio. Gli interni invece riprendono numerosi elementi dalla Fiat Grande Punto proprio perché il Bipper nasce sul telaio di base dell'utilitaria italiana. La plancia possiede un andamento semplice ma con molte curve, numerosi vani portaoggetti rendono l'abitacolo notevolmente flessibile e spazioso.
La gamma motori si compone di due propulsori: il 1.4 8 valvole TU3 alimentato a benzina da 73 cavalli ed il 1.4 HDI turbodiesel common rail DV4 da 68 cavalli entrambi disponibile con un cambio manuale a 5 rapporti mentre tra gli optional è disponibile un robotizzato 2tronic a 5 rapporti sequenziali, accoppiato come optional al 1.4 HDI.
Verso la fine del 2008 la Peugeot ha commercializzato il Bipper Tepee, versione monovolume, da cui si differenzia per paraurti anteriori ridisegnati, e una lunghezza totale della vettura incrementata a 3,959 metri. Il Bipper Tepee viene prodotto anche nella versione Outdoor adatta al fuoristrada "leggero" con sospensioni rialzate di 15 millimetri ma solo a trazione anteriore, scudi paracolpi laterali di protezione e schermo di protezione sotto il motore.
Il 2013 si conclude invece con l'uscita di listino del motore a benzina, lasciando campo libero al 1.3 a gasolio di origine Fiat.

## Motorizzazioni
| Modello              | Disponibilità       | Motore  | Cilindrata (cm³) | Potenza       | Coppia Massima (Nm) | Emissioni CO2 (g/Km) | 0–100 km/h (secondi) | Velocità max (Km/h) | Consumo medio (Km/l) |
| -------------------- | ------------------- | ------- | ---------------- | ------------- | ------------------- | -------------------- | -------------------- | ------------------- | -------------------- |
| 1.4                  | dal debutto al 2013 | Benzina | 1360             | 54 Kw (73 Cv) | 118                 | 152                  | 16.2                 | 155                 | 15.2                 |
| 1.4 HDi              | dal debutto al 2010 | Diesel  | 1399             | 50 Kw (68 Cv) | 160                 | 119                  | 18.7                 | 152                 | 22.2                 |
| 1.3 HDi Stop & Start | dal 2010            | Diesel  | 1248             | 55 Kw (75 Cv) | 190                 | 112                  | 16.5                 | 155                 | 23.3                 |